# Уитмен, Нарцисса
Нарцисса Прентис Уитмен (англ. Narcissa Prentiss Whitman; 14 марта 1808, Праттсбург, США — 29 ноября 1847, округ Уолла-Уолла, США) — американская миссионерка. Вместе с Элайзой Харт Сполдинг была одной из первых белых женщин, которые жили на территории к западу от Скалистых гор.

## Биография
Нарцисса Прентис родилась в Праттсбурге (Нью-Йорк) 14 марта 1808 года. Она была третьим из девяти детей Стивена и Клариссы Прентисов. Она окончила женскую семинарию в Трое (Нью-Йорк). В феврале 1836 года она вышла замуж за миссионера Маркуса Уитмена.
Вскоре после свадьбы, в марте 1836 года супруги Уитмены вместе с Генри и Элайзой Сполдингами отправились в Орегонскую страну с миссионерскими целями. В сентябре они достигли форта Уолла-Уолла — поста Компании Гудзонова залива возле нынешнего города Уолла-Уолла. Миссия Уитменов располагалась в 10 км от форта на реке Вэлла-Вэлла. Нарцисса Уитмен учила индейцев, а также занималась домашними делами. 14 марта 1837 года у неё родилась дочь Элис Кларисса — первый белый ребёнок, родившийся в Орегонской стране. Через два года, в июне 1839 года девочка погибла, утонув в реке. После смерти дочери Уитмен заботилась о сиротах Сейджерах — семерых детях погибших переселенцев.
В 1847 году разразилась эпидемия кори. Среди индейцев смертность была выше, чем среди белых, что вызвало недовольство индейцев. 29 ноября 1847 года индейцы кайюсы во главе с Тилукаиктом напали на миссию и убили Нарциссу Уитмен и её мужа. Это событие стало известно как Резня Уитменов.